# Euphyia obtusaria
Euphyia obtusaria là một loài bướm đêm trong họ Geometridae.